# یوهان هارمنبرگ
یوهان هارمنبرگ (سوئدی: Johan Harmenberg؛ زادهٔ ۸ سپتامبر ۱۹۵۴) شمشیرباز اهل سوئد بود.
وی در مسابقات کشوری و بین‌المللی در مجموع برندهٔ ۱ مدال طلا شده‌است.